# Dickson Mabon
Jesse Dickson Mabon FRSA PC (* 1. November 1925 in Glasgow; † 11. April 2008 in Eastbourne) war ein britischer Politiker.

## Leben
Mabon, der Sohn von Jesse Dickson Mabon und Isabel Montgomery, besuchte Schulen in Possilpark, Cumbrae und North Kelvinside. Anschließend musste er als einer der sogenannten Bevin Boys Zwangsarbeit in einer Kohlenmine verrichten. In dem nach einer Idee von Ernest Bevin benannten Programm musste ein bestimmter Teil der Wehrpflichtigen seinen Wehrdienst teilweise in dieser Form absolvieren. Von 1944 bis 1948 diente Mabon in der Armee, anschließend nahm er ein Medizinstudium an der University of Glasgow auf. Während des Studiums war er in der Studentenorganisation der Labour Party tätig und wurde bereits 1949 zum ersten schottischen Vorsitzenden des nationalen Studentenverbandes der Labour Party gewählt. Sein Studium schloss er mit Auszeichnung ab und blieb zunächst am für Gesundheit und Sozialmedizin zuständigen Institut der Universität.
Seine ersten Bemühungen um ein politisches Mandat unternahm er bei den Wahlen 1951, in denen er in dem für die Konservativen sicheren Wahlkreis Ayrshire North and Bute antrat. In den nächsten Wahlen versuchte er sich erneut vergeblich in einer Hochburg der Konservativen, diesmal in Renfrewshire West. Dann trat Mabon, der zwischenzeitlich auch als Kolumnist für den Scottish Daily Record schrieb, zu einer Nachwahl im Wahlbezirk Greenock an, die er gewann und die ihn 1955 neben Tony Benn zu einem der jüngsten Abgeordneten im britischen Parlament machte. Den Wahlkreis Greenock vertrat er als Abgeordneter im House of Commons bis 1974, von 1974 bis 1983 dann den aus einer Neuorganisation entstandenen Wahlkreis Greenock and Port Glasgow.
1964 wurde er in der Regierung Harold Wilsons zunächst Unterstaatssekretär für Schottland, 1967 dann in dessen Kabinett Schottland-Minister (State Secretary for Scotland). Während der Regierung von Premierminister Callaghan übernahm er ab 1976 das auch für die Ölförderung zuständige Energieministerium. In dieser Position setzte er sich nachdrücklich für den Ausbau der Erdölexploration in Schottland ein, was ihm den Spitznamen Mr. Oil eintrug. Der von der Scottish National Party betriebenen Kampagne, das Öl lediglich für Schottland einzusetzen (It's Scotland's Oil), widersetzte er sich dagegen. Er war bis 1981 Mitglied der Labour Party, bevor er Gründungsmitglied der Social Democratic Party wurde, für die er von 1981 bis 1983 sein Abgeordnetenmandat wahrnahm. Bei der Wahl 1983 scheiterte er auch deswegen, weil die Liberale Partei trotz einer Absprache einen eigenen Kandidaten in seinem Wahlkreis aufstellte. Ab 1977 gehörte er dem Privy Council an. In den Folgewahlen scheiterte er zweimal im Wahlkreis Renfrew West, sowie in der Europawahl 1984 im Wahlkreis Lothians, auch in einer Absprache mit den Liberaldemokraten ergab sich kein für ihn erfolgversprechender Wahlkreis, daher wechselte er 1990 zurück zur Labour Party.
Mabon war verheiratet, mit seiner Frau hatte einen Sohn und zwei Enkelinnen. Er wurde in London als Freeman mit der Freedom of the City ausgezeichnet.